# Seznam knížat z vůle českých králů
Tato stránka obsahuje seznam knížat a knížecích rodů, které získaly svůj titul z pravomoci některého z českých králů.

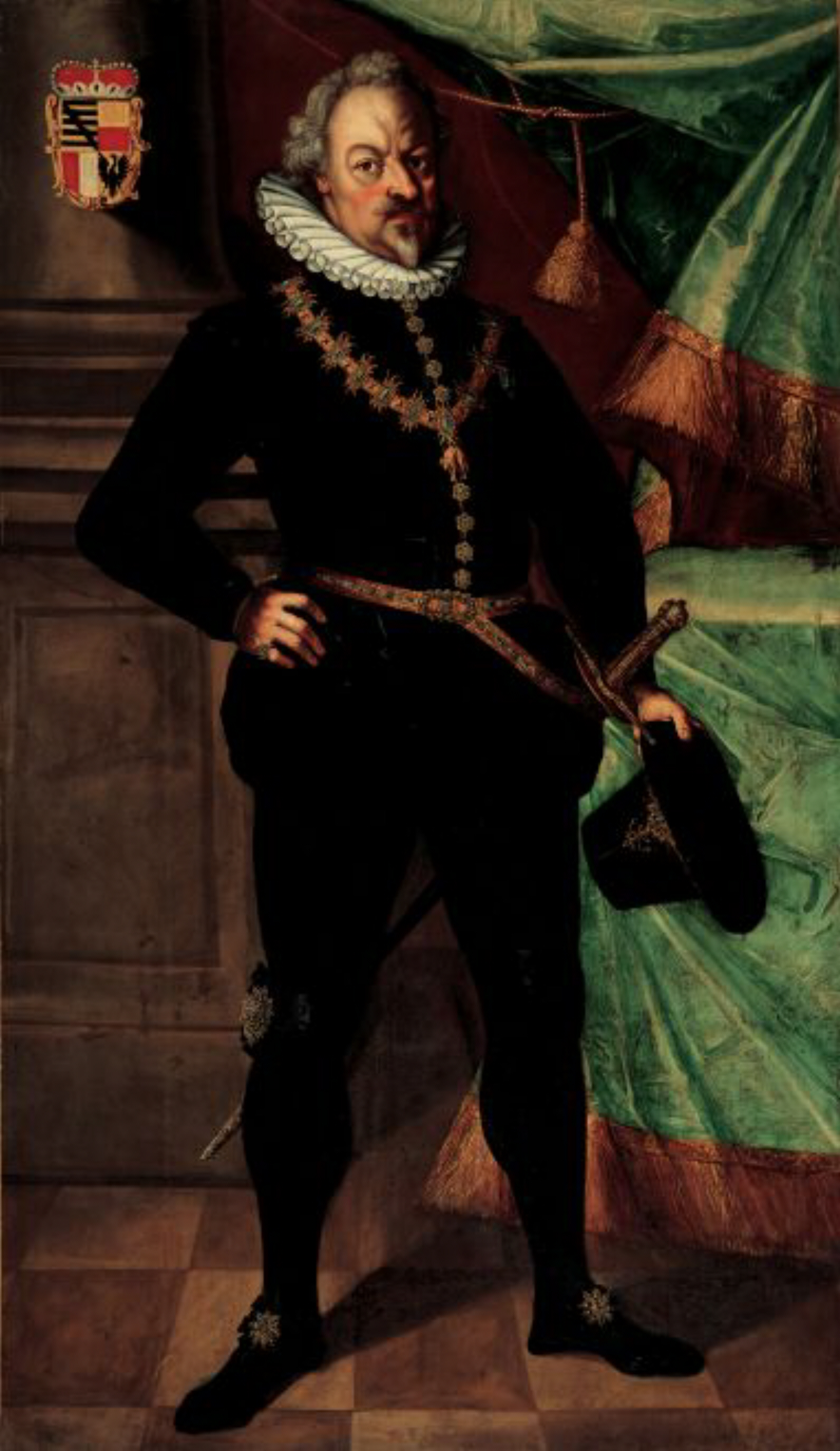
Karel I. z Lichtenštejna, říšský a český kníže a český vévoda opavský a krnovský

## Úvod
Knížecí titul byl prvním titulem vyšší šlechty, který se v Českých zemích vydělil z jednotného panského stavu. Původně náležel jen příslušníkům panujících či dříve panujících dynastií, např. Přemyslovcům či slezským knížatům z rodu Piastovců. Od dob Karla IV. jej získávali výjimečně také někteří přední duchovní hodnostáři království. Prvním nově povýšeným světským knížetem z pravomoci českého krále, konkrétně Jana Lucemburského, byl roku 1318 Mikuláš II. Opavský, z nelegitimní větve Přemyslovců. Jeho titul byl spojen se zřízením Opavského vévodství (knížectví) z části Moravy. Světské knížecí hodnosti v období středověku se většinou vázaly na nějaké konkrétní knížectví, nejčastěji ve Slezsku. Až do roku 1627 a do vydání Obnoveného zřízení zemského neměly stavovské orgány Českého království a jeho vedlejších zemí za povinnost přiznávat jakékoli jiné tituly než ty udělené z pravomoci českého panovníka. Po roce 1627 byly v Čechách uznávány také tituly udělené panovníky Svaté říše římské, včetně titulů knížecích. Přesto si mnoho rodů usazených v Čechách požádalo o vydání zvláštního českého titulu. V případě titulů knížecích někdy udělení hodnosti české dokonce předcházelo říšskou. Nové tituly již většinou nebyly vázány na nějaké knížectví v rámci zemí Koruny české a panství knížat v Českých zemích se svým statusem nelišila od panství ostatní členů panského stavu. Přesto i nadále existovaly nepočetné výjimky (Albrecht z Valdštejna, Eggenberkové). Zdaleka ne všechna knížata, která byla v Čechách usazená a vlastnila zde inkolát, měla také udělený český knížecí titul. Díky platnosti říšských titulů na českém území se bez výslovně českého titulu obešla. V jednotlivých zemích habsburské monarchie vydávaly šlechtické diplomy (tedy i knížecí) příslušné zemské kanceláře a obdobně říšské tituly, resp. jejich diplomy, byly expedovány z kanceláře říšské. V roce 1749 Marie Terezie nechala sloučit českou a rakouskou dvorskou kancelář a v důsledku toho začaly být udílené od roku 1753 šlechtické tituly platné jak v Českých, tak v Rakouských dědičných zemích. Knížecí titul ovšem představoval výjimku, protože jej v podstatě nebylo možné udělit z pravomoci rakouského arcivévody, který byl oficiálně rakouským leníkem a jehož práva byla vymezena privilegiem maius. To, že v raném nověku byla hodnost rakouského panovníka a římského císaře téměř vždy v jedněch rukou, na věci nic neměnilo. Navíc si řada rodů požádala o udělení výslovně českého knížecího titulu, což bylo v diplomu také zmíněno, i když titul samozřejmě platil jak v Českých, tak v Rakouských zemích. I po roce 1749/1753 tak přetrvával český knížecí titul. V dobách Marie Terezie existovala navíc zavedená praxe, podložená i právní úpravou, podle které nesměli poddaní habsburského panovníka požádat o říšský šlechtický titul, dokud neobdrželi titul stejné výše z rukou panovníka dědičných zemí a diplom z jejich spojené kanceláře. Poslední výslovně české šlechtické diplomy byly vydány počátkem 19. století, poslední knížecí diplom pak roku 1808. Od roku 1806 byla v monarchii zřízená jednotná knížecí hodnost Rakouského císařství a knížata, povýšená v průběhu 19. století, již proto obdržela rakouský knížecí titul. Nižší šlechtické hodnosti pro celé Rakouské císařství vznikly teprve v roce 1812. České království se lišilo od Svaté říše římské i od pozdějšího Rakouského císařství v tom, že Obnovená zřízení stanovovala přednost vévodů před knížaty. Tato přednost se projevovala v praxi při pořadí zemských stavů např. na zemském sněmu či soudu, v úřadech nebo při korunovacích českých králů. V oblasti titulatury ale vévodský titul stál za titulem říšského knížete (nikoli ale knížete českého), protože tituly vydané císařem jako „hlavy západního křesťanstva“ měly mnohem vyšší prestiž než tituly jakéhokoli jiného evropského vládce. Zvláštní českou přednost vévodů před knížaty ukončil s konečnou platností až dvorský řád z roku 1873, podle kterého se i na půdě Českého království řadí knížata i vévodové jen podle stáří titulu (lhostejno zda knížecího či vévodského) a podle toho, zdali někdy patřila k říšským knížatům. Přednost vévodů před knížaty, od zřízení Rakouského císařství také v Čechách již fakticky neuznávaná, tak zanikla docela.

## Česká knížata a knížectví předbitvou na Bílé hoře
V raném středověku byly celé Čechy knížectvím. Knížecí titul nenáležel jen českému panovníkovi, ale také jeho příbuzným z přemyslovského rodu. Již tehdy došlo ke zřízení údělných knížectví na Moravě s centry v Olomouci, Brně a Znojmě. Konkrétně rozhodl poprvé o zřízení údělů kníže Břetislav a to, podle kronikáře Kosmy, na smrtelné posteli. Dokud však český panovník nezískal královskou hodnost, musel se omezit na zřizování údělných knížectví rodovým knížatům, sám povyšovat do knížecího stavu nemohl.
Zcela výjimečně se knížecí úděly nacházely i ve vlastních Čechách. Před smrtí Břetislava I. držel jeho nejstarší syn Spytihněv údělné knížectví na Žatecku, v závěru 12. století ve východních Čechách získali svůj dědičný úděl také Děpoltici, vedlejší větev Přemyslovců. Svého druhu údělem bylo krátce také Budyšínsko. Václav I. užíval za života otce Přemysla Otakara I. vedle titulu „mladší král“ rovněž titul vévoda budyšínský. Budyšínsko, s centrem na hradě v Budyšíně, se teprve v 15. století sloučilo spolu se Zhořeleckem do Hornolužického markrabství.
Roku 1318 (3. července) povýšil Jan Lucemburský Mikuláše II. Opavského na knížete a z části Moravy pro něj zřídil knížectví, ačkoli Mikuláš se jako vévoda (Dux) tituloval svévolně již od počátku 80. let 13. století. Zajímavý je kolísavý titul Mikulášovy Opavské země, protože zatímco v lenní listině Jana Lucemburského se mluví jen o vévodství, pak ve zlaté bule Karla IV. z roku 1348 se hovoří o „vévodství neboli knížectví“ (Ducatum sive Principatum). Opavsko se navíc později rozdělilo na (vlastní) Opavské vévodství a na vévodství Krnovské a Hlubčické. Od 7. dubna 1348 tvořilo Opavsko přímé léno České koruny rovnocenné s Moravským markrabstvím i olomouckým biskupstvím. V jeho držení se vedle Opavských Přemyslovců vystřídali také knížata Viktorin Minstrberský, Jánoš Korvín a Zikmund Jagellonský.
Během vlády Jana Lucemburského a Karla IV. došlo postupně k inkorporaci Slezska do Českého státu. V rozděleném Slezsku vládla knížata z rodu Piastovců, která se stala vazaly České koruny. Piastovci o některá knížectví v průběhu času přišli a poslední piastovská větev, panující v Lehnicku, Břežsku a Volovsku vymírá po meči roku 1675. V jednotlivých slezských knížectvích se v průběhu času ujímali vlády i panovníci z dalších panujících dynastií, kteří se v jejich držbě střídali jako čeští leníci a polonezávislí panovníci. V některých případech mohli některé ze slezských knížectví držet jako osobní majetek i příbuzní aktuálního českého krále. Slezská knížectví ovládali ve středověku či raném novověku např. Gábor Bethlen (Opolsko a Ratibořsko), polští Vasovci (Opolsko a Ratibořsko), Prokop Lucemburský (Svídnicko a Javorsko), Hohenzollernové (Krnovsko, Krosensko, bez plných knížecích práv také krátce také Opolsko s Ratibořskem a rovněž s Bytomskem, které ale v té době již „pokleslo“ jen na stavovské panství), Isabela Jagellonská a Jan Zikmund Zápolský (Opolsko a Ratibořsko), Jan Olbracht (Hlohovsko), Zikmund Jagellonský (Hlohovsko, Opavsko), Opavští Přemyslovci (Ratibořsko), korunní princ Ferdinand Habsburský (Svídnicko a Javorsko), Württemberkové (Olešnicko), Jakub Ludvík Sobieski (Olavsko) či Lotrinští (Těšínsko). Tak jako v případě moravského Opavska i ve Slezsku kolísá již v dobových pramenech terminologie mezi knížectvím a vévodstvím. Nacházelo-li se slezské knížectví v přímém majetku Koruny, vždy se hovořilo o dědičném knížectví (Erbfürstentum). Až do počátku 17. století nezískal žádný slezský kníže svůj titul od českého krále, i když knížecí tituly slezských knížat byly v Českých zemích chápány jako domácí a uznávány. Jejich uznání bylo však s tou výhradou, že knížecí titul nedával svému nositeli přednost před panským stavem v Českém království – ústřední zemi korunního svazku.
V roce 1377 udělil Karel IV. svému nejmladšímu synovi Janu Zhořeleckému z pravomoci českého krále nově zřízené Zhořelecké vévodství. Kromě východní části pozdější Horní Lužice – vlastního Zhořelecka, zahrnovalo vévodství také úzký pruh na východě Dolní Lužice kolem Žárů a Gubína a tzv. Novou Marku ve východním Braniborsku (v okolí města Gorzów Wielkopolski). Vévodství zaniklo již s Janovou smrtí roku 1396.
První slezská knížata, která nevzešla z panující dynastie, byli synové krále Jiřího z Poděbrad. Protože se narodili ještě před královským zvolením a korunovací svého otce, nenáleželo jim privilegium příslušnosti k panujícímu rodu ani titul českých královských princů. Jiří z Poděbrad zajistil svým synům Viktorinovi (31. července 1459 v Brně) a Hynkovi s Jindřichem (7. prosince 1462 v Korneuburgu) titul říšských knížat z Minstrberka, který jim udělil císař Fridrich III. Císař v obou listinách povyšuje Minstrbersko na „pravé knížectví a vévodství“ a Kladsko na „pravé hrabství“. K povýšení dříve piastovského knížectví tedy došlo z rukou císaře (Minstrbersko se tak stalo jediným říšským knížectvím ve Slezsku), vlastnická práva na Minsterbersko však svým synům udělil až král Jiří listinou z 16. prosince 1465. Minstrberští Poděbradové posléze na Moravě získali vládu v Opavsku (jen zástavou v l. 1465–1485) a ve Slezsku v Olešnicku (1495–1647). Rod Poděbradů definitivně ztratil Minstrbersko roku 1569 a jako knížata/vévodové v Olešnici vymřel po meči v roce 1647, načež Olešnicko sňatkem přešlo na sekundogenituru rodu Württemberků.
Poněkud zvláštní postavení měl v Čechách v 1. polovině 16. století Arnošt Bavorský, nejmladší syn vévody Albrechta IV., který jako duchovní kníže (nepatřil k duchovnímu stavu, ale stal se administrátorem v biskupstvích Pasov a Salcburk), získal v roce 1549 v zástavu Kladsko a byl mu potvrzen i titul hraběte kladského. Patřil tak v l. 1549–1560 k české stavovské obci a usiloval v zemi i o prosazení svého knížecího stavu a vévodského titulu.

## Česká knížectví po bitvě na Bílé hoře
Držba takovýchto knížectví či vévodství, dávali jeho držiteli jistá svrchovaná téměř vladařská práva jako např. soudní pravomoc nad poddanými, vlastní lenní šlechtu a lenní soud, lovecké právo, školský a církevní patronát, právo potvrzovat notáře a univerzitní diplomy i právo razit vlastní mince. Albrecht z Valdštejna dokonce ve Frýdlantském vévodství plánoval v Jičíně založit univerzitu a Krumlovské vévodství zase mělo až do počátku 20. století vlastní ozbrojenou gardu i s dělostřelectvem, i když v pozdějším období jen se symbolickým významem. V případě vévodství byla jeho držba spojená s dědičným vévodským titulem, který však náležel vždy jen hlavě rodu, zatímco ostatní byli knížaty, princi či hrabaty. Některá knížectví či vévodství mohla být navíc výslovně spjatá s udělením českého knížecího titulu.

### Čechy a Morava
| Znak knížectví | Název a knížecí rod/y                                   | Datum zřízení                                                      | Jméno prvního vládce                                                      | Rok zániku                                     | Poznámky |
| -------------- | ------------------------------------------------------- | ------------------------------------------------------------------ | ------------------------------------------------------------------------- | ---------------------------------------------- | --- |
|                | Frýdlantské knížectví/vévodství (Albrecht z Valdštejna) | 1624 (12. března) - knížectví 1627 (4. ledna) - vévodství          | kníže Albrecht z Valdštejna                                               | 1634                                           | - Spojeno s udělením českého knížecího titulu (viz níže) - Znakové privilegium pro frýdlantské panství uděleno již 15. září 1622 - Od 4. ledna 1633 s právem zachovat pro rod všechen majetek i v případě, že se některý z vlastníků dopustí velezrady na panovníkovi (toto privilegium bylo po Valdštejnově pádu popřeno) |
|                | Krumlovské vévodství (Eggenbergové; Schwarzenbergové)   | 1628 (15. dubna) - Eggenbergové 1723 (25. září) - Schwarzenbergové | - kníže Jan Oldřich z Eggenberka - kníže Adam František ze Schwarzenberka | - 1719 (vymření Eggenberků) - 1918 (vznik ČSR) | Znakové privilegium (to jest právo včlenit znak vévodství do rodového erbu) bylo uděleno jen Eggenbergům. |
|                | Knížectví Lichtenštejn (Lichtenštejnové)                | 1633 (12. září)                                                    | kníže Gundakar z Lichtenštejna                                            | 1647                                           | - Sestávalo z panství Moravský Krumlov a Uherský Ostroh, oddělených a od sebe značně vzdálených - „Hlavní město“: Moravský Krumlov bylo přejmenováno na Liechtenstein. - Na rozdíl od Opavského vévodství a Olomouckého biskupského knížectví, které byly od roku 1348 přímými lény českého krále nebylo knížectví zcela vyňato z pravomoci moravského markraběte, resp. jeho přímého zástupce: zemského hejtmana. - Knížectví zaniklo dědickým rozdělením na obě původní panství |
|                | Roudnické vévodství (Lobkowiczové)                      | 1786 (3. května)                                                   | kníže Josef František z Lobkowicz                                         | 1918                                           | Vévodství nemělo uděleno znak a také jeho držba nezměnila erb Lobkowiczů |
|                | Zákupské vévodství (Zákupští/von Reichstadt)            | 1817 (4. prosince) (diplom 22. července 1818)                      | princ Napoleon František Josef Bonaparte                                  | 1832                                           | - Vévodství zřízeno se souhlasem českého zemského sněmu z podzimu 1817 - Spojeno s rakouským vévodským titulem (český titul jen de facto) |

### Slezsko
| Znak knížectví | Název a knížecí rod/y                                    | Datum udělení                                                            | Jméno prvního vládce z řad „nových“ knížat                                       | Konec vlády                                            | Poznámky |
| -------------- | -------------------------------------------------------- | ------------------------------------------------------------------------ | -------------------------------------------------------------------------------- | ------------------------------------------------------ | --- |
|                | Opavské vévodství (Lichtenštejnové)                      | 1614 (4. ledna)                                                          | kníže Karel z Lichtenštejna                                                      | 1918                                                   | - Roku 1623 převedeno z Moravy do Slezska - Od roku 1742 státoprávně rozděleno mezi Prusko a Rakousko |
|                | Krnovské vévodství (Lichtenštejnové)                     | 1622 (15. března)                                                        | kníže Karel z Lichtenštejna                                                      | 1918                                                   | - Roku 1623 převedeno z Moravy do Slezska - Od roku 1742 státoprávně rozděleno mezi Prusko a Rakousko |
|                | Zaháňské vévodství (Albrecht z Valdštejna; Lobkowiczové) | 1628 (16. února) - Albrecht z Valdštejna 1646 (12. října) - Lobkowiczové | - vévoda Albrecht z Valdštejna (1628) - kníže Václav Eusebius z Lobkowicz (1646) | - 1634 (pád Valdštejna) - 1785 (prodej Pruskému státu) | - S titulem Vévoda z Frýdlantu a Zaháně (jen 1628, Valdštejn) - Od roku 1632 držel Valdštejn také (Velko)Hlohovské vévodství. Jednalo se ale jen o dědičnou zástavu bez udělení vévodského titulu. - Od 4. ledna 1633 s právem zachovat pro rod všechen majetek i v případě, že se některý z vlastníků dopustí velezrady na panovníkovi (toto privilegium bylo po Valdštejnově pádu popřeno) |
|                | Minstrberské vévodství (Auerspergové)                    | 1654 (30. července)                                                      | kníže Jan Weikhardt z Auerspergu                                                 | 1791                                                   | Po prodeji vévodství Pruskému státu bylo 11. listopadu 1791 pro hlavní větev Auerspergů v Kraňsku povýšeno na vévodství rodové hrabství Gotschee (dnes Kočevje ve Slovinsku) |
|                | Bílské knížectví/vévodství (Sułkowští)                   | 1752 (19. března) - knížectví 1754 (2. listopadu) - vévodství            | kníže Alexandr Josef Sułkowski                                                   | 1918                                                   | - Vzniklo povýšením svobodného stavovského panství - Spojeno s udělením českého knížecího titulu (viz níže) |

## Seznam českých knížecích rodů

### Metodika výběru
V následujícím seznamu jsou uvedená knížata, která svůj titul obdržela v průběhu novověku z pravomoci českého krále a jejíž knížecí diplom byl vydán prostřednictvím české (či mimo jiné české) kanceláře. Jmenovitě jsou v seznamu zahrnuta:
1. Knížata, která obdržela svůj titul před rokem 1749 (sloučení dvorských kanceláří, viz úvod) z pravomoci českého krále a jejich knížecí diplom byl vydán Českou dvorskou kanceláří
2. Knížata, která obdržela po roce 1749 svůj diplom ze spojené Česko-rakouské dvorské kanceláře, ale nechala si svůj titul výslovně udělit jako český. Takováto knížata jsou v seznamu bez ohledu na to, jestli v Českém království vlastnila statky
3. Knížata, která po roce 1749 obdržela svůj diplom ze spojené Česko-rakouské dvorské kanceláře bez výslovného udělení z pravomoci českého krále, ale která v království měla statky a inkolát

Seznam naopak nezahrnuje následující knížata:
1. Knížata, která byla v zemích Koruny české osedlá a vlastnila zemský inkolát, ale byla povýšena pouze do stavu říšských knížat (např. Lambergové či Trautsonové).
2. Knížata s cizími knížecími tituly, které nebyly v habsburské monarchii vůbec platné, která ale byla v Českých zemích alespoň částečně usazena a vlastnila tu statky (např. neapolská knížata Dentice di Frasso nebo pruští Blücherové z Wahlstattu)
3. Knížata Rakouského císařství usazená v Českých zemích (např. Collaltové)

### Vysvětlivky
- Primogenitura – titul dědičný vždy pro prvorozeného syna, není-li uvedeno jinak, až po smrti otce
- Pro veškeré potomky – tj. dcery mužských členů rodu dědí otcův stav a jména, jejich děti však již patří do rodu otce, nikoli matky, také omezeno na potomky manželské
- Ž – žijící rod
- MK – rod zasedal mezi mediatizovanými knížaty
- OK – rod zase mezi ostatními knížaty
- Hochgeboren – Vysokorodý či Vysoce urozený
- Hoch- und Wohlgeboren – Vysoce urozený či Vysoko- a Blahorodý (považováno za nižší než Hochgeboren)
- Dein Lieb – "Tvoje Láska" – kurtoazní oslovení ze strany výše a stejně postavených osob, až do první třetiny 17. století převažovalo v české i německé komunikaci tykání[38]
- Oheim – doslova strýc sňatkem (manžel pokrevní tety, též strýc jure uxoris), panovník takto mohl zdvořile oslovovat vysokou šlechtu
- Durchlaucht – Jasnost

### Seznam
| Knížecí erb                                           | Datum nobilitace                                     | Knížecí rod (knížecí titul) a jméno prvního knížete                                                                        | Typ udělení titulu | Datum vymření rodu po meči či vyhasnutí knížecího titulu | Dědičné členství v panské sněmovně říšské rady (v závorce korunní země, za níž kníže zasedal) | Poznámky |
| České knížecí tituly                                  | České knížecí tituly                                 | České knížecí tituly | České knížecí tituly | České knížecí tituly                                     | České knížecí tituly                                                                          | České knížecí tituly |
| ----------------------------------------------------- | ---------------------------------------------------- | --- | --- | -------------------------------------------------------- | --------------------------------------------------------------------------------------------- | --- |
|                                                       | 1549 (8. srpna)                                      | - Plavenští z Plavna - Jindřich IV. z Plavna                                                                               | Pro veškeré potomky | 1572                                                     | ne                                                                                            | - Nešlo v pravém slova smyslu o českou knížecí nobilitaci. Jde o české potvrzení říšského knížecího titulu z 24. května 1548 svázaného s úřadem dědičného míšeňského purkrabího, vydané Jindřichovi, nejvyššímu kancléři království. Zároveň s tím ustanovení o přednostním postavení „knížat z Plavna“ před všemi českými panskými rody, vtělené i do zemského zřízení z roku 1549. Privilegium vedlo k dlouholetému sporu s Vilémem z Rožmberka, který přes kompromisní královský nález z 15. května 1564 "vyřešilo" teprve vymření plavenského rodu. Protože před r. 1627 nemělo České království automatickou povinnost uznávat říšské tituly, lze toto uznání považovat za svého druhu český knížecí titul. - S predikátem Hochgeboren a s výslovným zákazem užívání predikátů Dein Lieb a Oheim ze strany Koruny české. Tyto predikáty obdržel Jindřich IV. spolu s říšským knížecím titulem, v Čechách se ale musel od krále spokojit s oslovením Du (Ty). |
|                                                       | 1608 (21. srpna) (diplom 20. prosince)               | - Lichtenštejnové - Karel z Lichtenštejna                                                                                  | primogeniturně | 1712                                                     | ne                                                                                            | - Nešlo v pravém slova smyslu o český knížecí titul. Uherský král Matyáš vystavil knížecí diplom náhradou za zrušení plánovaného povýšení Karla z Lichtenštejna Rudolfem II. na říšského knížete z 8. srpna 1607. V listině není uvedeno, z jaké své pravomoci jej Matyáš vystavil. Odborná literatura spekuluje o arcivévodovi rakouském, králi uherském či dokonce markraběti moravském (uherským králem byl ale Matyáš zvolen až 11. listopadu a korunován až po vydání diplomu, tudíž pravomoc uherského krále nepřichází v úvahu). Po nástupu Matyáše na český trůn byl však Karlův knížecí titul v zemi bez výhrad uznáván, i když s omezeními, jež kladl knížatům hrdý český panský stav. - S titulem Vladař Domu lichtenštejnského - S predikátem Hoch- und Wohlgeboren |
|                                                       | 1623 (30. dubna)                                     | - Eggenbergové (kníže na Krumlově, hrabě na Adelsbergu) - kníže Jan Oldřich z Eggenberka                                   | pro veškeré potomky | 1717                                                     | ne                                                                                            | |
|                                                       | 1624 (12. března) - kníže 1625 (13. června) - vévoda | - Valdštejnové (kníže/vévoda z Valdštejna a Frýdlantu) - kníže Albrecht z Valdštejna                                       | - primogeniturně (kníže, 1624) - pro veškeré potomky (kníže, 1625) - primogeniturně, pro nejstaršího syna ještě za života otce (vévoda, 1625) | 1634                                                     | ne                                                                                            | - Vázáno na držbu Frýdlantského knížectví/vévodství |
|                                                       | 1624 (23. září)                                      | - Lobkowiczové - kníže Zdeněk Vojtěch Popel z Lobkovic                                                                     | pro veškeré potomky | Ž                                                        | MK (18. dubna 1861 roudnická větev; 15. prosince 1883 mělnická větev (Čechy – obě větve)      | - S titulem Vladař Domu lobkovického již od 17. srpna 1624 - Rod se v roce 1722 rozdělil na roudnickou a mělnickou (do r. 1752 jezeřskou) knížecí linii a později se oddělilo ještě několik drobných sekundogenitur, z nichž křimické dnes náleží postavení hlavy rodu - Od 9. září 1825 (písemný dekret 24. září) s predikátem Durchlaucht pro hlavu roudnické linie rodu, od 22. února 1847 také pro hlavu mělnické linie rodu a od 27. dubna 1869 s totožným predikátem pro celý rod |
| -                                                     | 1629 (8. listopadu)                                  | - Ditrichštejnové (mikulovská větev) - kníže František z Ditrichštejna, kardinál a kníže-biskup olomoucký                  | viz poznámky | 1864                                                     | MK (18. dubna 1861), přijetí odmítnuto                                                        | - Titul pro kardinála ad personam s právem jej po smrti odkázat synovci: hraběti Maxmiliánovi z Ditrichštejna a jeho rodu v primogenituře - Starší knížecí větev Ditrichštejnů - Od 9. září 1825 (písemný dekret 24. září) s predikátem Durchlaucht |
|                                                       | 1637 (16. ledna)                                     | - Ribnicové (vévodkyně běrutovská) - Anna Uršula z Ribnic                                                                  | ad personam | 1658                                                     | ne                                                                                            | Morganatická manželka knížete Jindřicha Václava Minstrbersko-Olešnického |
|                                                       | 1650 (8. října)                                      | - Piccolominiové - kníže Ottavio Piccolomini, vévoda z Amalfi                                                              | primogeniturně | 1757                                                     | ne                                                                                            | 20. února 1672 titul potvrzen dědici: Ottaviovu synovci Aeneáši Silviovi. |
|                                                       | 1685 (22. září)                                      | - Ditrichštejnové (hollenburská větev) - kníže Gundakar z Ditrichštejna                                                    | primogeniturně | 1690                                                     | ne                                                                                            | - Mladší knížecí větev Ditrichštejnů, držící mj. panství Libochovice - Gundakar se dohodl na vzájemném dědění majetku s mikulovskou knížecí větví rodu, i když jiné větve rodu (hraběcí) mu byly příbuzensky blíže - Titul vyhasl již s prvním knížetem, který zemřel bez mužských potomků |
|                                                       | 1689 (10. března)                                    | - Buquoyové (kníže de Longueval) - hrabě Karel Filip Buquoy, kníže de Longueval                                            | primogeniturně | 1703                                                     | ne                                                                                            | - České uznání knížecího titulu Španělského Nizozemí z 1. června 1688 - Knížecí titul uznán téhož dne jako v Čechách také v Rakouských dědičných zemích |
|                                                       | 1746 (31. srpna)                                     | - Auerspergové (mladší, žlebská větev rodu) - hrabě Jan Adam z Auerspergu                                                  | pro veškeré potomky | 1942                                                     | MK (14. června 1907) (Čechy)                                                                  | - Mladší syn čtvrtého knížete Jindřicha Josefa, zakladatel druhé knížecí linie rodu - 21. ledna 1813 knížecí titul přenesen na prince Vincence Karla z hlavní rodové linie (tato větev vymřela a titul v Rakousku obnoven) - Od 27. dubna 1869 s predikátem Durchlaucht |
|                                                       | 1746 (5. prosince)                                   | - Schwarzenbergové - kníže Josef Adam ze Schwarzenbergu, vévoda krumlovský, okněžněný lankrabě z Klettgau a hrabě ze Sulzu | pro veškeré potomky | Ž                                                        | MK (18. dubna 1861, hlubocká větev; 20. září 1879 orlická větev (Čechy – obě větve)           | - České a později říšské rozšíření titulu bylo knížeti uděleno jako součást kompenzace za nešťastnou náhodu na lovu u Hlavence, kde císař Karel VI. zastřelil jeho otce, Adama Františka - Na základě českého knížecího diplomu se všichni členové rodiny titulují kníže (Fürst) a nikoli princ (Prinz), jak bývá obvyklé - Rod se roku 1802 rozdělil na hlubockou († 1979) a orlickou větev - Od 9. září 1825 (písemný dekret 24. září) s predikátem Durchlaucht pro hlavu rodu, od 27. dubna 1869 s totožným predikátem pro celý rod |
|                                                       | 1746 (22. prosince)                                  | - Kinští - hrabě Štěpán Vilém Kinský z Vchynic a Tetova                                                                    | primogeniturně | Ž                                                        | OK (18. dubna 1861) (Čechy)                                                                   | S predikátem Hoch- und Wohlgeboren a od 20. července (písemně vyhlášeno 26.) 1905 s predikátem Durchlaucht |
| Česko-rakouské knížecí tituly (de iure až od r. 1753) |                                                      | | |                                                          |                                                                                               | |
|                                                       | 1752 (18. března)                                    | - Sułkowští - hrabě Alexandr Josef Sułkowski                                                                               | primogeniturně (od 2. listopadu 1754 i pro sourozence prvního knížete veškeré potomky této první generace)                                    | Ž                                                        | ne                                                                                            | - Výslovně český knížecí titul - Primogeniturní knížecí stav z roku 1752 a vévodský z roku 1754 vázány na držbu Bílského knížectví (viz výše), rozšíření knížecího titulu z roku 1754 již ne. - Na základě českého knížecího diplomu se všichni členové rodiny titulují kníže (Fürst) a nikoli princ (Prinz), jak bývá obvyklé - S predikátem Hochgeboren, od 20. července (písemně vyhlášeno 26.) 1905 s predikátem Durchlaucht |
|                                                       | 1763 (20. prosince)                                  | - Khevenhüllerové - hrabě Jan Josef Khevenhüller-Metsch                                                                    | primogeniturně | Ž                                                        | MK (18. dubna 1861) (Čechy)                                                                   | - Výslovně český knížecí titul - Rod vlastnil v Čechách panství Komorní Hrádek - Od 9. září 1825 (písemný dekret 24. září) s predikátem Durchlaucht |
|                                                       | 1763 (24. prosince)                                  | - Colloredové - hrabě Rudolf Josef Colloredo z Wallsee                                                                     | primogeniturně | Ž                                                        | MK (18. dubna 1861) (Čechy)                                                                   | - Říšský vicekancléř - 26. února 1789 sjednocení jména a erbu s vymřelým rodem Mansfeldů, nové jméno Colloredo-Mannsfeld - S predikátem Hochgeboren, od 9. září 1825 s predikátem Durchlaucht |
|                                                       | 1763 (28. prosince)                                  | - Batthyányové - hrabě Karel Josef Batthyány                                                                               | primogeniturně | 1914                                                     | ne                                                                                            | - Výslovně český knížecí titul - S právem přenést titul v případě vymření rodu na bratra Ludvíka a jeho potomky v prvorozenecké mužské linii - Formální české udělení, Batthyányové jako uherská šlechta v Čechách nežili, i když zde vlastnili statky Třebešice a Nové Dvory, které ovšem hned roku 1764 prodali. - S predikátem Durchlaucht od 20. července (písemně vyhlášeno 26.) 1905 |
|                                                       | 1765 (13. listopadu)                                 | - Starhembergové - hrabě Jiří Adam Starhemberg                                                                             | primogeniturně | Ž                                                        | MK (18. dubna 1861) (Štýrsko)                                                                 | - Ministr pro správu Rakouského Nizozemí - S predikátem Hochgeboren, od 9. září 1825 (písemný dekret 24. září) s predikátem Durchlaucht |
|                                                       | 1765 (10. prosince)                                  | - Poniatowští - kníže Andrzej Poniatowski                                                                                  | primogeniturně | 1813                                                     | ne                                                                                            | - Výslovně český knížecí titul - Bratr krále Stanisława Augusta, povýšený 4. prosince 1764 na polsko-litevského knížete - Polní podmaršálek (od roku 1771 polní zbrojmistr) v habsburské armádě, pán deskového statku Kratonohy - S predikátem Hochgeboren |
|                                                       | 1767 (27. ledna)                                     | - Clary-Aldringenové - hrabě František Václav Clary-Aldringen                                                              | primogeniturně | Ž                                                        | OK (18. dubna 1861) (Čechy)                                                                   | - Výslovně český knížecí titul - Titul vázán na držbu teplického majorátního fideikomisu - S predikátem Hochgeboren, od 20. (písemně vyhlášeno 26.) července 1905 s predikátem Durchlaucht |
|                                                       | 1769 (1. srpna)                                      | - Paarové - hrabě Jan Václav Paar                                                                                          | primogeniturně | Ž                                                        | OK (18. dubna 1861) (Štýrsko)                                                                 | - Výslovně český knížecí titul - Od 20. července (písemně vyhlášeno 26.) 1905 s predikátem Durchlaucht |
|                                                       | 1776 (27. června)                                    | - Kounicové - kníže Václav Antonín Kounic, hrabě z Rietbergu                                                               | primogeniturně | 1848                                                     | ne                                                                                            | - Výslovně český knížecí titul - Od 9. září 1825(písemný dekret 24. září) s predikátem Durchlaucht |
|                                                       | 1783 (1. července)                                   | - Esterházyové - kníže Mikuláš (I.) Esterházy, hrabě z Galanty a Forchtensteinu                                            | pro veškeré potomky | Ž                                                        | ne                                                                                            | - Esterházyové žili převážně v Uhrách, v Čechách vlastnili pouze statky Veliš a Vokšice - S predikátem Hochgeboren, od 9. září 1825 (písemný dekret 24. září) s predikátem Durchlaucht pro hlavu rodu a od 27. dubna 1869 s totožným predikátem pro celý rod |
|                                                       | 1783 (24. července)                                  | - Palm-Gundelfingenové - hrabě Karel Josef Palm z Gundelfingenu                                                            | primogeniturně | 1851                                                     | ne                                                                                            | - Výslovně český knížecí titul - Se zákazem duchovního povolání pro prvorozené syny (potenciální dědice) pod sankcí zániku knížecího titulu - Titul získán díky velkorysým finančním darům pro humanitární účely, které nakonec přivodily hospodářské zhroucení rodu - S predikátem Hochgeboren |
|                                                       | 1784 (6. května)                                     | - Grassalkovičové de Gyarák - hrabě Antal Grassalkovič de Gyarák                                                           | primogeniturně | 1841                                                     | ne                                                                                            | - Výslovně český knížecí titul - Grassalkovičové v Čechách nežili. Český titul byl udělen, protože uherské zákony umožňovaly udílet uherské knížecí tituly jen korunovaným králům (a tím Josef II. nebyl). - S predikátem Hochgeboren |
|                                                       | 1805 (10. dubna)                                     | - Trauttmansdorffové - kníže Ferdinand Trauttmansdorff, hrabě z Weinsbergu, okněžněný hrabě z Umpfenbachu                  | primogeniturně | Ž                                                        | MK (18. dubna 1861) (Čechy)                                                                   | - Výslovně český knížecí titul - Od 9. září 1825 (písemný dekret 24. září) s predikátem Durchlaucht |
|                                                       | 1806 (14. prosince) (diplom 27. února 1807)          | - Lynarové - hrabě Mořic Ludvík Lynar                                                                                      | primogeniturně | Ž                                                        | ne                                                                                            | - Výslovně český knížecí titul - Rod vlastnil v Čechách panství Brandýs nad Orlicí, prodané roku 1817 - S predikátem Hochgeboren |
|                                                       | 1807 (26. prosince)                                  | - Pálffyové z Erdődu - hrabě Karl Josef Pálffy z Erdődu, hrabě prešpurský                                                  | primogeniturně | 1935                                                     | ne                                                                                            | - Výslovně český knížecí titul - Titul udělen primogeniturně s vyloučením nástupnictví vedlejších větví. - Od 20. července (písemně vyhlášeno 26.) 1905 s predikátem Durchlaucht |
|                                                       | 1808 (27. listopadu)                                 | - Rohanové - Henri Louis de Rohan, vévoda de Montbazon, kníže de Guémené                                                   | pro veškeré potomky | 1846                                                     | ne                                                                                            | - Výslovně český knížecí titul - S predikátem Hochgeboren, od 26. prosince 1825 s predikátem Durchlaucht, potvrzeným pro Čechy 7. ledna a pro Halič 9. února 1826 |

## Duchovní knížectví a knížata

### Knížectví
| Znak knížectví a znak duchovní instituce | Název knížectví a instituce                              | Datum zřízení       | Jméno prvního vládce    | Datum zániku | Poznámky |
| ---------------------------------------- | -------------------------------------------------------- | ------------------- | ----------------------- | ------------ | --- |
|                                          | - Niské knížectví - Vratislavské biskupství              | 1290 (23. června)   | Tomáš II. Zaremba       | 1810/1918    | Knížectví získáno biskupstvím díky závěti Jindřicha IV. Spravedlivého |
|                                          | - Olomoucké knížectví - Olomoucké biskupství             | 1348 (7. dubna)     | Jan VII. Volek          | 1869/1918    | - Knížectví sestávalo ze statků pod přímou biskupskou správou a z majetků biskupské lenní šlechty. Biskupskými statky pod přímou biskupskou správou byly Chrlice, Hukvaldy, Kelč, Kroměříž, Mírov, Osoblaha, Vyškov a Žďár nad Sázavou, který byl roku 1615 vyměněn za Chropyni. - S právem razit mince a vést lenní soudy - Lenní statky šlechty byly převedeny na alod roku 1869 |
|                                          | - Grotkovské vévodství - Vratislavské biskupství         | 1368                | Přeclav z Pohořelé      | 1810         | |
|                                          | - Bruntálské vévodství - Řád Německých rytířů (velmistr) | 1682 (4. listopadu) | Jan Kašpar z Ampringenu | 1684         | Povýšeno ze stavovského panství (status minor), knížecí hodnost je ad personam pro velmistra Ampringena, pak knížectví (vévodství) zaniklo |

### Knížata
| Znak duchovní instituce | Název duchovní instituce                                     | Udělení knížecího titulu        | Jméno prvního knížete                      | Datum zániku instituce či vyhasnutí knížecího titulu | Poznámky |
| ----------------------- | ------------------------------------------------------------ | ------------------------------- | ------------------------------------------ | ---------------------------------------------------- | --- |
|                         | Kolegiátní kapitula sv. Petra a Pavla na Vyšehradě (probošt) | konec 13. století               | ?                                          | husitské války                                       | S papežskou exempcí (nezávislostí na biskupech), vyjádřenou právem proboštů nosit biskupskou mitru po potok Botič |
|                         | Pražské arcibiskupství                                       | 1348 (obnoveno 15. června 1603) | Zbyněk Berka z Dubé (1603)                 | 1918                                                 | |
|                         | Klášter svatého Jiří (abatyše)                               | 1348 (1. května) – viz poznámky | Anežka (z Vřešťova)                        | 1782                                                 | - S právem abatyší korunovat české královny, přičemž svatojiřská abatyše byla jedinou duchovní představenou v Evropě s takovýmto privilegiem. - Abatyše bývaly samy korunovány knížecí čapkou (korunou), první užití koruny je doloženo při korunovaci Anny Jagellonské roku 1527. - Datum povýšení na kněžnu je tradiční, uváděné Janem Floriánem Hammerschidtem v díle Historia in qua primaeva fundatio et institutio Regiorum ac antiquissimorum monasteriorum S. Georgii.... z roku 1715. Privilegiem z 1. května 1348 Karel IV. pouze vzal klášter pod svou ochranu. O udělení knížecího titulu a právu korunovat královny se nemluví. Je ale doložené, že se abatyše od 15. století sporadicky (Alžběta z Březnice) a od konce století 16. pravidelně psaly jako kněžny. - Korunovační řád Karla IV. dává svatojiřským abatyším pouze právo (a povinnost) účastnit se korunovací "královně po boku". První prameny doložená korunovace z rukou abatyše je korunovace Anny Tyrolské r. 1616 (Hammerschmidt mylně uvádí již korunovaci Alžběty Pomořanské r. 1363, přičemž si není jistý osobou koronátorky a jednou za ní označuje abatyši Alžbětu, jindy její předchůdkyni Markétu) |
|                         | Olomoucké biskupství                                         | 1588 (10. října)                | Stanislav II. Pavlovský                    | 1918                                                 | Fakticky obnovení privilegia z r. 1348 |
|                         | Novoměstský ústav šlechtičen u sv. Andělů v Praze (abatyše)  | 1706 (23. září)                 | hraběnka Maria z Berlepsch, kněžna-abatyše | 1755                                                 | - Ústav měl udělený v Českých zemích unikátní erbovní štít routového tvaru - Knížecí hodnost abatyší odejmuta Marií Terezií a přenesena na Tereziánský ústav šlechtičen |

## Postavení českých knížecích rodů, ceremoniální konflikty
V období raného novověku i 19. století se velmi dbalo na postavení každého jedince ve společnosti, které mělo odpovídat „přirozenému řádu“. Protože toto postavení většinou nešlo přesně určit, vedlo to k řadě sporů o přednost, neboť nepsanou povinností každého bylo své postavení nejen zachovávat, ale též bránit. Obtížnost určení přesného místa ve společnosti pro každého člověka byla odvislá od toho, že jedinec hrál více sociálních rolí a také často držel více funkcí a titulů ve více hierarchických systémech. Tento rozpor se alespoň zčásti dařilo řešit tak, že stejné osobě náleželo jiné postavení v různých úřadech, prostředích, funkcích a zemích. Přísná hierarchizace se týkala všech vrstev i jedinců ve společnosti.
V případě českých knížat bylo jejich postavení do značné míry závislé na tom, zdali byla také knížaty říšskými a na tom v jakém prostředí se zrovna nacházeli. Vždy a za všech okolností záleželo na stáří knížecího titulu. V konkrétních případech dále ovlivňoval postavení každého šlechtice, tj. i knížete, jím zastávaný dvorský či zemský úřad. U českých knížat se rozlišovala působnost českého zemského sněmu a českých úřadů, zejm. soudu, dále půda říšských záležitostí a prostředí císařského dvora. Císař především usiloval o to, aby duchovní knížata měla vždy a všude přednost před knížaty stavu světského, jako to již od středověku platilo na Moravě, kde olomoucký biskup předsedal zemskému sněmu. V Čechách i českých vedlejších zemích měli vévodové přednost před knížaty, garantovanou Obnovením zřízením zemským (čl. 28 ve zřízení pro Čechy z 15. května 1627 a čl. 27 ve zřízení pro Moravu z 10. května 1628). Vévodové a knížata se mezi sebou se řadili podle stáří titulu a nehrálo roli, jestli kníže/vévoda byl navíc ještě knížetem v říši (směrodatné bylo datum udělení titulu platného v Čechách, tj. i titulu říšského, přímo český knížecí titul nutný nebyl). Takto měli tedy na zemském sněmu lehnicko-břežští Piastovci přednost před všemi říšskými knížaty, pokud ti nebyli vévody. Vévodové i knížata měli být řazeni v rámci své skupiny řazeni podle stáří vévodského, resp. knížecího titulu, ovšem ani toto nařízení neplatilo bez výjimky. Před českou korunovací Karla VI. se o přednost během ceremoniálu přel Adam František ze Schwarzenbergu jako vévoda krumlovský s Filipem Hyacintem z Lobkovic jako vévodou zaháňským. Ačkoli Lobkovicové získali vévodský titul o 77 let dříve než Schwarzenbergové, císař rozhodl ve prospěch krumlovského vévody s odůvodněním, že při české korunovaci Ferdinanda III. roku 1627 měl tehdejší krumlovský pán, Jan Oldřich z Eggenbergu přednost před Zdeňkem Popelem z Lobkovic (oba dva byli tehdy ještě „jen“ knížaty) a navíc Vévodství krumlovské leží na rozdíl od Zaháně přímo uvnitř vlastních Čech, tedy mateřské korunní země. Svou roli mohlo sehrát i to, že až do vydání Obnoveného zřízení měli čeští páni vždy přednost před slezskými knížaty, Rožmberkové měli v rámci panského stavu přednost z titulu „vladaře“ a navíc dle zemských desek bylo krumlovské panství tradičně největším panstvím v Čechách. Historik Jiří Hrbek k tomuto sporu poznamenává, že je štěstím, že se korunovace roku 1627 nezúčastnil také Albrecht z Valdštejna (vévoda frýdlantský).
Na jiné, než české zemské půdě (z právního, nikoli geografického hlediska), byla otázka sporů o přednost ještě složitější, protože do ní vstupovalo více hierarchických systémů. U císařského dvora např. neexistovalo přednostní postavení vévodů a říšská knížata měla přednost před ostatními knížaty. V 17. století, přesněji od vydání dvorského řádu z roku 1655, se ale u dvora nijak nerozlišovalo mezi říšskými skutečnými a titulárními knížaty, což přinesl až výnos z roku 1728, rozlišující mezi knížaty s virilním hlasem, hlasem kuriálním a titulárními knížaty, která rozdělil do tří kurií. Řazení knížecích rodů u dvora se vždy dělo dle stáří (říšského) knížecího titulu, pokud některý kníže nezískal zvláštní přednost na základě výkonu úřadu. Na půdě Svaté říše římské, především na říšském sněmu, nehrál roli vévodský titul, ani stáří říšského knížecího titulu, ale jen říšské stavovství a datum získání virilního nebo kuriálního hlasu. Titulární nebo neříšská knížata z pohledu říše právně „neexistovala“. Z hlediska konfliktu různých hierarchických systémů je názorný spor knížat Gundakara z Lichtenštejna s Václavem Eusebiem z Lobkovic v císařské tajné radě, tedy na půdě ústředních vídeňských dvorských úřadů, ke kterému došlo v polovině 50. let 17. století. Lichtenštejn si nárokoval přednost, protože jeho knížecí titul i datum přijetí do tajné rady byly staršího data než u Lobkovice. Lobkovic se bránil tím, že je říšským knížetem vládnoucím (za okněžněné hrabství Störnstein mu náležel od roku 1653/54 virilní hlas na říšském sněmu) a navíc drží v českých zemích vévodství: slezskou Zaháň, zatímco Lichtenštejn je jen titulárním říšským knížetem, dále že Lichtenštejn v Českých zemích drží pouze knížectví kolem Moravského Krumlova (Lobkovic zřejmě nevěděl o jeho zániku v roce 1647). Lichtenštejn ale tyto námitky odmítal s tím, že moravské Knížectví Lichtenštejn je sice jen knížectví, ovšem také alod, zatímco Zaháň je pouhé léno. Navíc přednost vévodů před knížaty se podle Lichtenštejna týkala jen českého zemského sněmu, se kterým on, jako člen moravské stavovské obce nemá vůbec co do činění (přičemž zatajil, že krátce před sporem zdědil rozsáhlý majetek východně od Prahy, mj. Kostelec nad Černými Lesy). Závažnějšími Lichtenštejnovými argumenty byl poukaz na to, že postavení říšského vládnoucího knížete (a z něj plynoucí přednost před knížaty titulárními) se týká jen říše samotné („se kterou on sám nemá co do činění“) a nikoli císařského dvora. Dále pak má význam Lichtenštejnovo upozornění na císařský výnos z 9. února 1649, podle kterého se v tajné radě nerozlišuje mezi říšskými knížaty skutečnými a titulárními. Císař Ferdinand III. se nakonec ve sporu přiklonil na stranu Gundakara z Lichtenštejna a zaručil mu přednostní postavení před Lobkovicem.